# 컴덱스

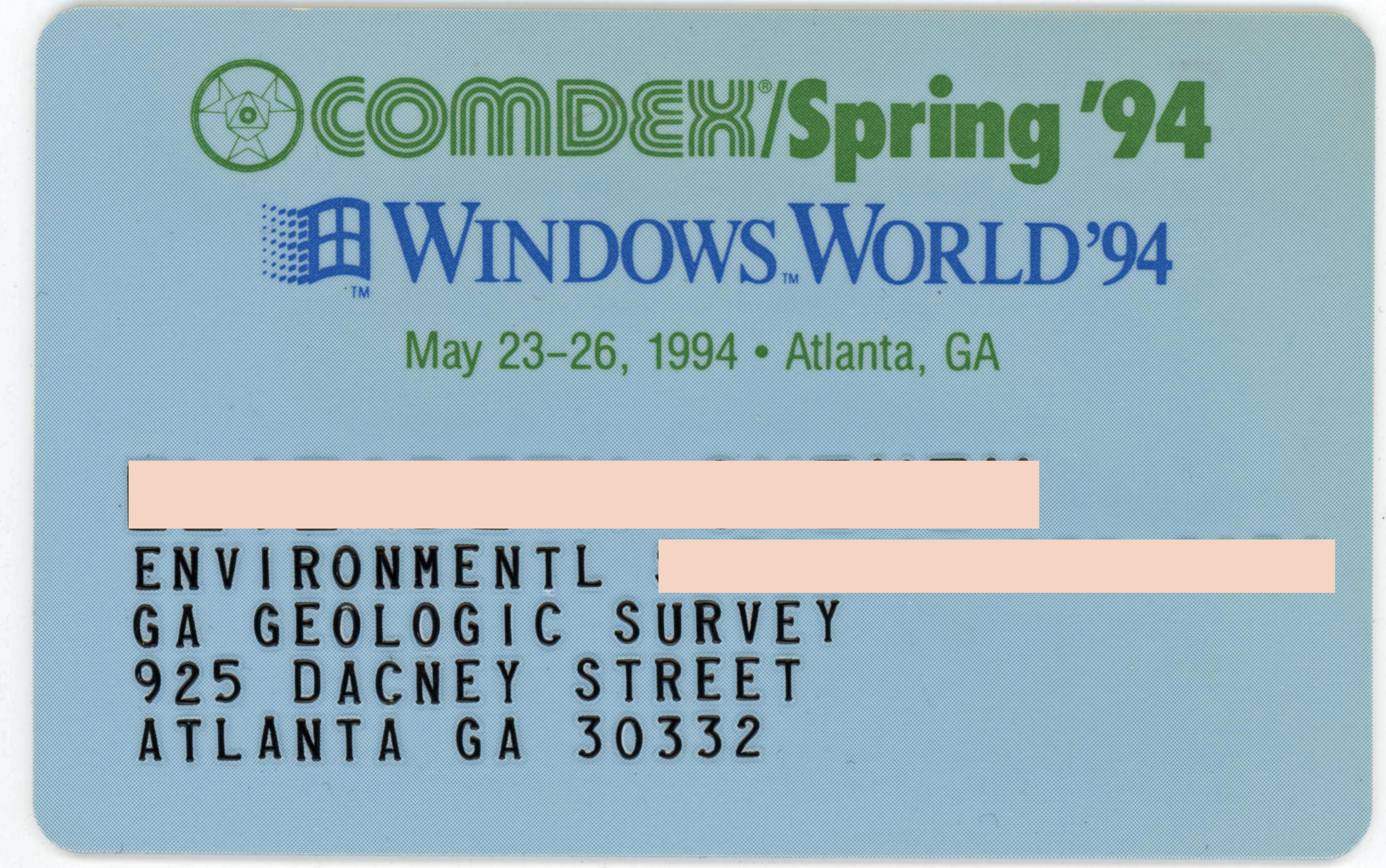

컴덱스(영어:  Computer Dealer's Exhibition 줄여서 COMDEX)는 1979년부터 2003년에 이르기까지 11월마다 미국 네바다주 라스베이거스에서 열린 컴퓨터 박람회였다. 세계에서 가장 큰 컴퓨터 견본시였다. 최초의 컴덱스는 MGM 그랜드 호텔(지금의 밸리즈)에서 1979년에 열렸고 167개의 전시자와 3,904 명의 참석자가 있었다. 1981년에 최초의 COMDEX/Spring이 뉴욕에서 열렸다.

## 같이 보기
- 소비자 가전 전시회
- 세빗